# Милош Жанко
Милош Жанко (Сплит, 1915 — Београд, 24. јануар 2000) био је учесник Народноослободилачке борбе и друштвено-политички радник СФР Југославије и СР Хрватске.

## Биографија
Рођен је 1915. године у Сплиту. Завршио је Правни факултет на Загребачком универзитету.
Као студент, приступио је студентском револуционарном покрету и 1934. године постао члан Савеза комунистичке омладине Југославије (СКОЈ). У чланство Комунистичке партије Југославије (КПЈ) примљен је 1941. године.
У Народноослободилачком рату (НОР) учествовао је од 1941. године и налазио се на разним војним и политичким дужностима. Био је већник Антифашистичког већа народног ослобођења Југославије (АВНОЈ) и Земаљског антифашистичког већа народног ослобођења Хрватске (ЗАВНОХ).
После ослобођења Југославије, 1945. године био је помоћник министра за Хрватску у Привременој влади ДФЈ др Павла Грегорића. Потом је обављао функције у републичким органима Народне Републике Хрватске:
- посланик у Народном сабору НР Хрватске
- главни секретар Владе НР Хрватске
- министар за науку и културу у Влади НР Хрватске
- члан Извршног већа НР Хрватске
- потпредседник Извршног већа НР Хрватске
- потпредседник Сабора НР Хрватске

Године 1967. је прешао да обавља функције у федералним органима Социјалистичке Федеративне Републике Југославије:
- посланик Савезног већа Савезне скупштине, од 1967. до 1969. године
- посланик Већа народа Савезне скупштине, од 1969. до 1970. године
- потпредседник Савезне скупштине, од 1967. до 1970. године

Био је члан Централног комитета Савеза комуниста Хрватске, а на Деветом конгресу Савеза комуниста Југославије, 1969. године, изабран је за члана Сталног дела Конференције СКЈ. Поред политичког, бавио се и публицистичким радом. Објавио је низ чланака и расправа о питањима из друштвене и политичке проблематике Југославије.
Велику пажњу јавности, марта 1967. године, привукли су његови чланци у листу „Вјесник“, где је јавно критиковао објављивање „Декларације о положају и називу хрватског књижевног језика“, иза које су стајали Матица хрватска, Друштво књиженика Хрватске и још неке културне и научне установе. Тада је дошао у сукоб са руководством СК Хрватске, на чијем су челу били Савка Дабчевић-Кучар и Мико Трипало, али је интервенцијом Јосипа Броза Тита и руководство СКХ осудило објављивање Декларације.
Крајем 1969. године, у својим чланцима у листу „Борба“, критиковао је јачање национализма у Хрватској и МАСПОК, као и руководство СКХ које не води борбу против националиста. Тада је поново дошао у сукоб са руководством СКХ, које га је на Десетој пленарној седници ЦК СКХ, одржаној јануара 1970. године, сменило са свих политичких и државних функција због „ставова о међунационалним односима и улози федерације, који су у супротности са политиком СК Хрватске“. Тада се повукао из политичког живота и прешао да живи у Београд, где је и умро 24. јануара 2000. године.
Године 1986. Савез удружења бораца Народноослободилачког рата Хрватске му је доделио Плакету за „учвршћивање братства и јединства наших народа и народности“.
Носилац је Партизанске споменице 1941. и других југословенских одликовања, међу којима и Ордена Републике са златним венцем.